# Ömer Şişmanoğlu
Ömer Şişmanoğlu (Hamburg, 1 augustus 1989) is een Turkse voetballer die bij voorkeur als aanvaller speelt. Hij stond laatstelijk in 2025 onder contract bij Iğdır FK. Het hoogtepunt van zijn carrière was het voetballen voor de Turkse grootmacht Beşiktaş.